# 가미아소역
가미아소역(일본어: 上麻生駅)은 일본 기후현 가모 군 히치소정에 있는 도카이 여객철도 다카야마 본선의 역이다. 상대식 승강장 2면 2선의 구조를 가진 지상역이다.

## 타는 곳
| 1     | ■ 다카야마 본선 | 하행 | 게로 · 다카야마 방면 |
| 2 · 3 | ■ 다카야마 본선 | 상행 | 미노오타 · 기후 방면 |

## 역 주변
- 증기 기관차 전시관
- 히다 강
- 히스이쿄
- 국도 제41호선

## 인접 정차역
| 도카이 여객철도 다카야마 본선 | 도카이 여객철도 다카야마 본선 | 도카이 여객철도 다카야마 본선       |
| ----------------------------- | ----------------------------- | ----------------------------------- |
| 시모아소 기후 방면            | ■ 다카야마 본선               | 시라카와구치 다카야마·이노타니 방면 |